# جو فورد (بازیکن فوتبال)
جو فورد (انگلیسی: Joe Ford؛ زادهٔ ۷ مهٔ ۱۸۸۶) بازیکن فوتبال اهل بریتانیا است.
از باشگاه‌هایی که در آن بازی کرده‌است می‌توان به باشگاه فوتبال ویتون آلبیون، باشگاه فوتبال ناتینگهام فارست، باشگاه فوتبال کرو آلکساندرا، و باشگاه فوتبال منچستر یونایتد اشاره کرد.